# Конденсатоотводчик
Конденсатоотводчик — промышленная трубопроводная арматура, предназначенная для автоматического отвода конденсата водяного пара. Конденсат может появляться в результате потери паром тепла в теплообменниках и при прогреве трубопроводов и установок, когда часть пара превращается в воду. Наличие конденсата в паровых системах приводит к гидроударам, снижению тепловой мощности и ухудшению качества пара.
В зависимости от принципа работы конденсатоотводчики можно разделить на три группы: механические (поплавковые), термостатические и термодинамические. Могут применяться также конденсатоотводчики сопловые и лабиринтные, а также комбинированные термостатические/термодинамические.

## Типы конденсатоотводчиков

### Гидродинамические (дросселирующие, лабиринтные) конденсатоотводчики
Принцип работы дросселирующих (гидродинамических, лабиринтных) конденсатоотводчиков основан на использовании разницы в плотностях пара и конденсата. Дросселирующие конденсатоотводчики являются конденсатоотводчиками непрерывного действия.

### Механические (поплавковые)
Принцип работы механических конденсатоотводчиков основан на использовании разницы в плотностях пара и конденсата.
Существуют следующие их разновидности:
- Поплавковый со сферическим поплавком
  - закрытым
  - открытым
- Поплавковый колокольного типа (перевернутый открытый)

### Термостатические конденсатоотводчики
Принцип работы термостатических конденсатоотводчиков основан на использовании расширения тел от нагревания и разности температур пара и конденсата.
Существуют следующие их разновидности:
- Капсульные конденсатоотводчики
- Биметаллические пластины
- Сильфонные термостаты

### Термодинамические конденсатоотводчики
Принцип работы термодинамических конденсатоотводчиков основан на использовании аэродинамического эффекта и термодинамических свойств среды.

### Комбинированные термостатические/термодинамические конденсатоотводчики
Принцип действия комбинированного термостатического/термодинамического конденсатоотводчика:
- отвод конденсата управляется регулирующим элементом в зависимости от установленных параметров давления и температуры.
- конденсатоотводчик открывается при небольшом переохлаждении и закрывается непосредственно перед тем, как температура конденсата достигает температуры насыщения.
- эффект «вскипания» конденсата (термодинамический процесс) приводит к мгновенному закрытию конденсатоотводчика и, соответственно, к высокой пропускной способности по горячему конденсату.

Температура отводимого конденсата регулируется путём перенастройки регулятора на определённое переохлаждение.
Увеличение переохлаждения конденсата приводит к энергосбережению (если процесс нагрева допускает подтопление парового пространства), тогда как снижение переохлаждения приводит к более быстрому и равномерному нагреву.

### Стадии работы

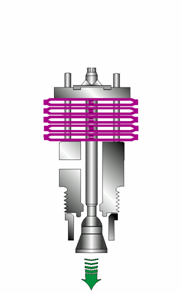
Первый этап

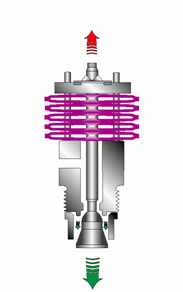
Второй этап

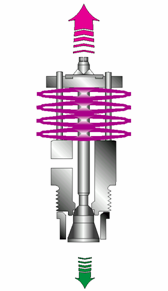
Третий этап

##### Первый этап
Во время запуска паровой системы, когда через конденсатоотводчик проходит холодный конденсат и воздух, биметаллические пластины находятся в плоском состоянии. Рабочее давление в этот отрезок времени действует в направлении открытия конденсатоотводчика (зеленая стрелка на рис.). Конденсатоотводчик полностью открыт.

##### Второй этап
Температура конденсата увеличивается и биметаллические пластины начинают выгибаться, втягивая плунжер по направлению к седлу (направление закрытия — красная стрелка). Это термостатический эффект. Рабочее давление в паровой системе и давление, появляющееся в пространстве между плунжером и седлом (маленькие зеленые стрелки на рис.) за счет вскипания конденсата, действуют в противоположном направлении, открывая конденсатоотводчик (большая зелёная стрелка на рис.). Это термодинамический эффект.

##### Третий этап
Как только температура конденсата приближается к температуре насыщения, конденсатоотводчик уже почти закрыт. Давление в пространстве между плунжером и седлом снижается по мере уменьшения объёма пара вторичного вскипания и плунжер плотно прижимается к седлу. Термостатическая и пружинная характеристики стопки биметаллические пластин сбалансированы таким образом, что температура открытия и закрытия всегда на несколько градусов ниже температуры насыщения.

#### Монтаж и материалы
Комбинированные термостатические/термодинамические конденсатоотводчики с биметаллическим регулятором могут быть смонтированы как на вертикальных, так и на горизонтальных трубопроводах и могут изготавливаться из различных марок сталей.